# Caecilia attenuata
Caecilia attenuata är en groddjursart som beskrevs av Taylor 1968. Caecilia attenuata ingår i släktet Caecilia och familjen Caeciliidae. IUCN kategoriserar arten globalt som otillräckligt studerad. Inga underarter finns listade.